# Misagria parana
Misagria parana är en trollsländeart som beskrevs av Kirby 1889. Misagria parana ingår i släktet Misagria och familjen segeltrollsländor. Inga underarter finns listade i Catalogue of Life.